# Army of Georgia
Army of Georgia var en amerikansk armé, som udgjorde den venstre fløj af generalmajor William T. Shermans armegruppe under Shermans march mod havet og Carolina-kampagnen i den amerikanske borgerkrig. 

## Historie
Under Shermans Atlanta kampagne i 1864 bestod hans armegruppe af Army of the Tennessee, Army of the Cumberland og Army of the Ohio. Efter Atlantas fald i september sendte Sherman Army of the Ohio og 4. Korps fra Army of the Cumberland nordpå for at tage sig af resterne af generalløjtnant John Bell Hoods Army of Tennessee. Derpå dannede han Army of Georgia i november ved at slå det resterende 14. Korps fra Army of the Cumberland sammen med 20. Korps. Den nye armé blev underlagt generalmajor Henry Warner Slocum fra 20. Korps og gjorde herefter tjeneste som en af to fløje i Shermans march mod havet. Army of the Tennessee, der bestod af 15. og 17. Korps under kommando af generalmajor Oliver O. Howard udgjorde den anden fløj. Army of Georgia var kun involveret i mindre kampe under fremrykningen til havet, men var senere involveret i Slaget ved Averasborough og udførte hovedparten af kampen i slaget ved Bentonville. 

## Kommanderende general
- Generalmajor Henry Warner Slocum (November 1864 – april 1865)

## Større slag og felttog
- Atlanta kampagnen
- Shermans march mod havet
- Carolina-kampagnen
- Slaget ved Averasborough
- Slaget ved Bentonville
- Den store tropperevy